# Sisters of Suffocation
Pour les articles homonymes, voir Suffocation (groupe) et Suffocation.
 (avril 2025).
Motif : Une seule source centrée qui ne soit pas une base de données
- Archive Wikiwix
- Bing
- Cairn
- DuckDuckGo
- E. Universalis
- Gallica
- Google
- G. Books
- G. News
- G. Scholar
- Persée
- Qwant
- (zh) Baidu
- (ru) Yandex
- (wd) trouver des œuvres sur Wikidata

| 1. | Préciser le motif de la pose du bandeau. | Précisez le motif de la pose du bandeau en utilisant la syntaxe suivante : {{admissibilité à vérifier\|date=avril 2025\|motif=remplacez ce texte par le motif}}                             |
| 2. | Informer les utilisateurs concernés.     | Pensez à avertir le créateur de l'article, par exemple, en insérant le code ci-dessous sur sa page de discussion : {{subst:avertissement admissibilité à vérifier\|Sisters of Suffocation}} |

Sisters of Suffocation est un groupe de death metal originaire d'Eindhoven, aux Pays-Bas. Le groupe a été fondé en 2014.

## Biographie
En avril 2016, le groupe sort un premier single : Boundaries. Le premier EP Brutal Queen de 2016 est sorti indépendamment. En septembre 2016, l'EP a été réédité par Hammerheart Records. Le premier album est sorti en 2017 sur Suburban Records.
Le groupe s'est produit dans plusieurs festivals, dont : Eindhoven Metal Meeting (NL), Stonehenge Festival (UK), Antwerp Metal Fest (Belgique), Gefle Metal Fest (Suède), Zwarte Cross (NL) et Lowlands (NL).

## Membres du groupe
Ligne actuelle
- Els Prins - chant
- Simone van Straten - guitare solo
- Emmelie Herwegh - guitare rythmique
- Tim Schellekens - basse
- Fons van Dijk - batterie

Membres précédents
- Puck Wildschut - basse
- Marjolein van den Nieuwenhuizen - basse
- Kevin van den Heiligenberg - batterie
- Amber de Buijzer - batterie

## Discographie
Singles & EP's
- Boundaries (2014) - single
- Brutal Queen (2016) - EP, Hammerheart Records[3]
- Shapeshifter (2017) - single
- I Swear (2018) - single

Albums
- Anthology of Curiosities (2017) - Suburban Records[4]
- Humans Are Broken (2019)
- Eradication (2021) - rendue possible grâce au crowdfunding et est attendue dans le courant de 2022